# Холт, Натали
На́тали Энн Холт (англ. Natalie Ann Holt; род. 29 июня 1982, Уэртинг, Западный Суссекс, Великобритания) — британский композитор и скрипач, работавшая над многочисленными кино- и телепроектами. В первую очередь она известна своей работой над несколькими известными постановками, включая «Приключения Паддингтона» (2014) и сериал «Локи» (2021). Сделав карьеру классической скрипачки, стала писать музыку для фильмов. Выдающиеся достижения Холт в своей области были отмечены тем, что в 2017 году она стала ассоциированным членом Королевской академии музыки.

## Биография
Родилась 29 июня 1982 года в городе Уэртинге (Западный Суссекс, Великобритания). Училась игре на скрипке в Королевской музыкальной академии, затем композиции в Национальной школе кино и телевидения. Проживает в Лондоне.

## Карьера
Ранний вклад Холт включает в себя небольшие роли оркестранта и копировщика, например, в фильме «Звездная пыль» (2007). После окончания учёбы она написала собственную музыку для ряда короткометражных фильмов, включая «Друзья навсегда», отмеченного наградами Королевского телевизионного общества (2008), работая профессиональной скрипачкой. В 2007 году она стала частью лондонского струнного квартета RaVen Quartet, исполнявшего собственные музыкальные аранжировки. RaVen продолжал выступать с группой Madness во время церемонии закрытия Олимпийских игр 2012 года в Лондоне. К этому времени группа также играла для принца Гарри в Букингемском дворце и участвовала в турне Джорджа Майкла Symphonica.
Прорыв Холт в композиторской деятельности произошёл в 2012 году, когда она работала с Мартином Фиппсом над фильмом «Большие надежды» (2012), который был номинирован на премию BAFTA за лучший саундтрек. Затем Холт вместе с Фиппсом написала музыку для драмы BBC «Достопочтенная женщина», за которую они вместе выиграли премию Айвора Новелло в 2015 году за лучший саундтрек к телевидению и снова были номинированы на премию BAFTA. Последний раз она сотрудничала с Фиппсом в 2017 году для телесериала «Виктория» (2016), за которую она была номинирована на Прайм-таймовую премию «Эмми» в категории «Выдающаяся музыкальная композиция для сериала».
Впоследствии Холт написал оригинальные партитуры для ряда других громких телевизионных драм, включая отмеченные многочисленными наградами BAFTA и премии Королевского телевизионного общества для драматического сериала Филиппы Лоуторп «Три девушки». Холт также работал над «Моя мать и другие незнакомцы», финальным сериалом «Валландер» и адаптацией для BBC романа Сатнама Сангеры «Мальчик с пушком». Кроме того, она написала музыку к двум сериалам BBC, написанным драматургом Майком Бартлеттом, удостоенным премии BAFTA («Пресса» и «Палки и камни»), сериалу «Поместье в Индии» Гуриндера Чады 2018 года, а в 2020 году была номинирована на премию Королевского телевизионного общества за озвучивание драмы ITV «Падение мёртвой воды».
Холт также написала музыку для ряда фильмов, включая экранизацию Сола Дибба «Конец пути», за которую она вместе с Хильдур Гуднадоуттир получила лучший результат на Пекинском международном кинофестивале. Питер Брэдшоу назвал счёт в своих прогнозах BAFTA на 2018 год, и он был описан как «извилисто управляющий повествовательным импульсом» и «вызывающий чувство ужаса и страха». Холт написала дополнительную музыку для фильма «Приключения Паддингтона» (2014) от Heyday Film. и саундтрек к первому полнометражному фильму Деборы Хейвуд «Подушка для булавок», премьера которого состоялась на Венецианском кинофестивале в 2018 году. В 2019 году она работала над «Неверный» и «Сама». Совсем недавно работала над сериалом Marvel Studios для Disney+ «Локи», действие которого происходит в медиафраншизе «Кинематографическая вселенная Marvel» и который был описан в «The Washington Post» как создающий «напряжённую и таинственную атмосферу, а также предоставляющий рогатой угрозе Marvel тематическую песню, которая может стать лучшей в КВМ».
Холт была включена в список наблюдения The Times Film Composer в 2018 году вместе с Дэниелом Пембертоном, Джедом Курзелем и Густаво Сантаолалла.

## В популярных СМИ
В 2013 году на финале конкурса «Britain’s Got Talent» Холт выступала в сопровождении оркестра финалистов Ричарда и Адама. Во время выступления она вышла на сцену и забросала судью Саймона Коуэлла яйцами. Она протестовала против «ужасного влияния Коуэлла на музыкальный бизнес».
Инцидент с яйцами был поднят на 4-м канале в викторине «Большая толстая викторина» (2013), где она появилась в качестве загадочного гостя.

## Дискография

### Фильмы
| Год  | Заголовок            | Комментарии                                  |
| ---- | -------------------- | -------------------------------------------- |
| 2005 | Heavy Metal Jr.      |                                              |
| 2007 | Звездная пыль        | Ассистент музыкального производства          |
| 2011 | The Holding          | Написано вместе с Джеймсом Эдвардом Баркером |
| 2011 | Mesocafé             |                                              |
| 2012 | Animals              |                                              |
| 2013 | Chinese Lessons      |                                              |
| 2013 | A Class of Their Own |                                              |
| 2015 | Женщина в золоте     | Дополнительный композитор                    |
| 2017 | Pin Cushion          |                                              |
| 2017 | Конец пути           | Композитор: Хильдур Гуднадоттир              |
| 2018 | Gun No 6             |                                              |
| 2019 | Cordelia             |                                              |
| 2020 | Infidel              |                                              |
| 2020 | Herself              |                                              |
| 2020 | Родовое проклятие    | Написано вместе с Джеком Халамой             |
| 2022 | Бэтгёрл              |                                              |

### Телевидение
| Год  | Название                      | Комментарии                                                      |
| ---- | ----------------------------- | ---------------------------------------------------------------- |
| 2008 | The Things I Haven't Told You | Телевидение                                                      |
| 2009 | 3MW: Subtitles Not Included   |                                                                  |
| 2011 | Большие надежды               | 3 эпизода, составлено совместно с Мартином Фиппсом (2 эпизода)   |
| 2012 | Tooned                        |                                                                  |
| 2013 | Britain’s Got Talent          | Ситуация с яйцами                                                |
| 2014 | The Honourable Woman          | Составлено совместно с Мартином Фиппсом (8 эпизодов)             |
| 2015 | Валландер                     |                                                                  |
| 2016 | The Happos Family             |                                                                  |
| 2016 | My Mother and Other Strangers |                                                                  |
| 2017 | Three Girls                   |                                                                  |
| 2017 | Kat & Alfie: Redwater         |                                                                  |
| 2017 | The Boy with the Topknot      | Телевидение                                                      |
| 2018 | Press                         | 6 эпизодов                                                       |
| 2018 | Doing Money                   | Телевидение                                                      |
| 2019 | Падение Ордена                | 2-й сезон (8 эпизодов)                                           |
| 2019 | Поместье в Индии              | 6 эпизодов                                                       |
| 2019 | Sticks and Stones             | 3 эпизода                                                        |
| 2020 | Deadwater Fell                | 4 эпизода                                                        |
| 2021 | Локи                          | 1-й сезон: 6 эпизодов                                            |
| 2023 | Локи                          | 2-й сезон: 6 эпизодов                                            |
| 2022 | Оби-Ван Кеноби                | 6 эпизодов, написаны при участии Джона Уильямса (заглавная тема) |

### Короткометражные фильмы
| Год  | Заголовок                   | Примечания |
| ---- | --------------------------- | ---------- |
| 2007 | Dupe                        |            |
| 2007 | Moog                        |            |
| 2007 | 1977                        |            |
| 2007 | Our Footsteps in the Leaves |            |
| 2007 | The Other Half              |            |
| 2007 | The End for Beginners       |            |
| 2007 | Friends Forever             |            |
| 2008 | Survivor                    |            |
| 2008 | The Clap Dudes              |            |
| 2009 | Echoes                      |            |
| 2011 | Gato encerrado              |            |
| 2014 | The Feminist Car Commercial |            |
| 2019 | Rachel                      |            |